# Anja Crevar
Anja Crevar (serbiska: Ања Цревар), född 24 maj 2000, är en serbisk simmare.
Crevar tävlade i två grenar för Serbien vid olympiska sommarspelen 2016 i Rio de Janeiro. Hon blev utslagen i försöksheatet på både 200 och 400 meter medley.